# Smålsön
Smålsön är en ö i Lule skärgård. Ön används bland annat för kajaker och fritidsbåtar.

### Fotnoter
1. ↑  ”5-6/8--09 Paddling i Luleå: Småskär, Brändöskär, Smålsön mm”. Kajaking.se. 9 augusti 2009. http://logg.kajaking.se/#post34. Läst 19 juli 2014.